# Malietoa Laupepa
Malietoa Laupepa (Sapapaliʻi, Savaiʻi, Samoa, 1841-Savaiʻi, Samoa, 22 de agosto de 1898) fue rey de Samoa. Gobernó desde 1881 hasta su muerte, en 1898. Durante su gobierno, los alemanes y norteamericanos invadieron Samoa y tomaron Apia. Laupepa huyó de Upolu para dirigir la resistencia en Savaiʻi. Sin embargo, en 1883 fue tomado preso y obligado a vender Savaiʻi a Alemania y a permitir el establecimiento de un protectorado germano en Upolu, con residencia en Apia, y otro, norteamericano, en Pago Pago. Malietoa Laupepa murió asesinado en 1898, por su hijo, Malietoa Tanu. Sin embargo, en su testamento, menciona a Malietoa Toʻoa Mataʻafa como su sucesor. Tanu pidió ayuda de Estados Unidos y del Reino Unido de Gran Bretaña e Irlanda, y en marzo de 1899, a bordo del USS Philadelphia, bombardeó Apia.

## Distinciones honoríficas
- Caballero Gran Cruz de la Real Orden de la Estrella de Oceanía (Reino de Hawái, 07/01/1887).[2]

| Predecesor: Malietoa Mōli | Rey de Samoa 1875 - 1898 | Sucesor: Malietoa Toʻoa Mataʻafa |